# Forte de N'Harea
O Forte de N'Harea localizava-se na vila de Nharea, na província de Bié, no centro de Angola.
Em 1772 os portugueses começaram a interessar-se pela região do Bijé, no governo de Francisco Inocêncio de Sousa Coutinho. Mais tarde, em 1890, com a derrota do régulo N'Dunduma, iniciaram a ocupação efetiva da província, uma vasta planície agrícola.
Este forte foi destruído durante a Guerra Colonial Portuguesa.